# Ahmed Kutucu
Ahmed Kutucu (Gelsenkirchen, 1 maart 2000) is een Turkse voetballer die doorgaans als aanvaller speelt. Kutucu debuteerde in 2019 in het Turks voetbalelftal.

## Clubcarrière
Kutucu werd geboren in Gelsenkirchen en speelde in de jeugd bij Sportreunde Haverkamp, Rot-Weiss Essen en Schalke 04. Op 11 december 2018 debuteerde hij in de UEFA Champions League tegen Lokomotiv Moskou. Vier dagen later debuteerde de aanvaller in de Bundesliga tegen FC Augsburg. Een week later maakte Kutucu zijn eerste competitietreffer, tegen VfB Stuttgart.
Kutucu werd in de winterstop van het seizoen 2020/21 verhuurd aan Heracles Almelo.

## Interlandcarrière
Kutucu speelde interlands voor Turkije –17, Turkije –19 en Turkije –21. Hij debuteerde op 17 november 2019 in het Turks voetbalelftal, in een met 0–2 gewonnen kwalificatiewedstrijd voor het EK 2020 in en tegen Andorra.

## Erelijst
| Competitie          |          |          |
| Competitie          | Aantal   | Jaren    |
| Eyüpspor            | Eyüpspor | Eyüpspor |
| ------------------- | -------- | -------- |
| TFF 1. Lig          | 1x       | 2023/24  |
| Galatasaray         |          |          |
| Süper Lig           | 1x       | 2024/25  |
| Turkse voetbalbeker | 1x       | 2024/25  |